# Stazione di Taggia-Arma
La stazione di Taggia-Arma è una stazione ferroviaria posta sulla ferrovia Genova-Ventimiglia al chilometro 124+942. Si trova tra la località Taggia e la frazione Arma di Taggia posta più a sud.

## Storia
È stata attivata il 27 settembre 2001 in concomitanza col raddoppio del tratto ferroviario tra San Lorenzo al Mare e Bordighera, realizzato in variante con spostamento a monte della linea.
In concomitanza con l'attivazione del nuovo scalo è stata soppressa la vecchia stazione posta in località Arma di Taggia e sede del Museo Ferroviario Ligure dall'ottobre 1988 a settembre 2001; l'area è stata successivamente ceduta a privati nel 2015.

## Strutture e impianti
La stazione è posta tra le gallerie denominate "Capo Verde" lunga 5.367 metri lato Ventimiglia e "Santo Stefano" lunga 7.853 metri lato Genova.
È dotata di 8 binari tra cui 1 tronco lato Ventimiglia. I binari 5, 6 e 7 non sono abilitati al servizio viaggiatori in quanto sprovvisti di banchina ma vengono utilizzati per la sosta dei treni regionali prima di prendere servizio.
Il fabbricato viaggiatore si articola si tre livelli:
- Piano terreno in cui ci sono i parcheggi, l'atrio, gli spazi per attività commerciali e turistiche, spazio per mostre e locali tecnici.
- Piano primo corrispondente alla viabilità sopraelevata e al piano del ferro sono presenti: la biglietteria[6], la sala d'attesa, spazi per il bar / ristorante, i servizi igienici e i locali per l'esercizio ferroviario.
- Piano secondo in cui vi sono spazi per esposizioni e attività terziarie.

Per tutto il complesso ferroviario, per dare un senso di omogeneità, sono stati individuati elementi ricorrenti come i rivestimenti murari in blocchetti di calcestruzzo con rifinitura a spacco disposti a fasce alterne nei colori crema e rosa; i pilastri a sezione circolare con cemento armato a vista; i serramenti, le lattonerie e coronamenti in colore verde; le pavimentazioni esterne in auto-bloccanti in colore Terra di Siena.
All'interno di uno dei due corpi indipendenti, ma collegato al fabbricato principale con volte a botte trasparenti, è ubicata la nuova sede del Museo Ferroviario Ligure; precisamente nell'edificio, lato Ventimiglia, che avrebbe dovuto essere sede delle Poste e Telecomunicazioni.
Era previsto un Magazzino Merci e un piano caricatore per i fiori che non vennero mai attivati, in particolare il Magazzino è attualmente completato a livello di struttura ma non di tamponamenti; risulta in stato di abbandono da decenni. Nello scalo merci sono stati posati gli 8 binari previsti di cui tre passanti (i succitati binari 5,6,7) ma non risultano in attività per lo scopo per cui sono stati costruiti.
La circolazione ferroviaria è gestita tramite un impianto ACC-M (Apparato centrale computerizzato multistazione) dal DCO di Genova Teglia. La velocità massima ammessa sui binari di transito, dotati anche di ripetizione segnali, è di 180 km/h.
Un'altra opera prevista nei pressi delle stazione e mai realizzata era un eliporto per un veloce collegamento con l'aeroporto di Nizza.

## Movimento
A Taggia-Arma fermano tutti i treni regionali, i regionali veloci e alcuni Intercity diretti a Milano e Ventimiglia.

## Servizi
La stazione, che RFI classifica di categoria silver, dispone di:
- Biglietteria automatica

## Galleria d'immagini

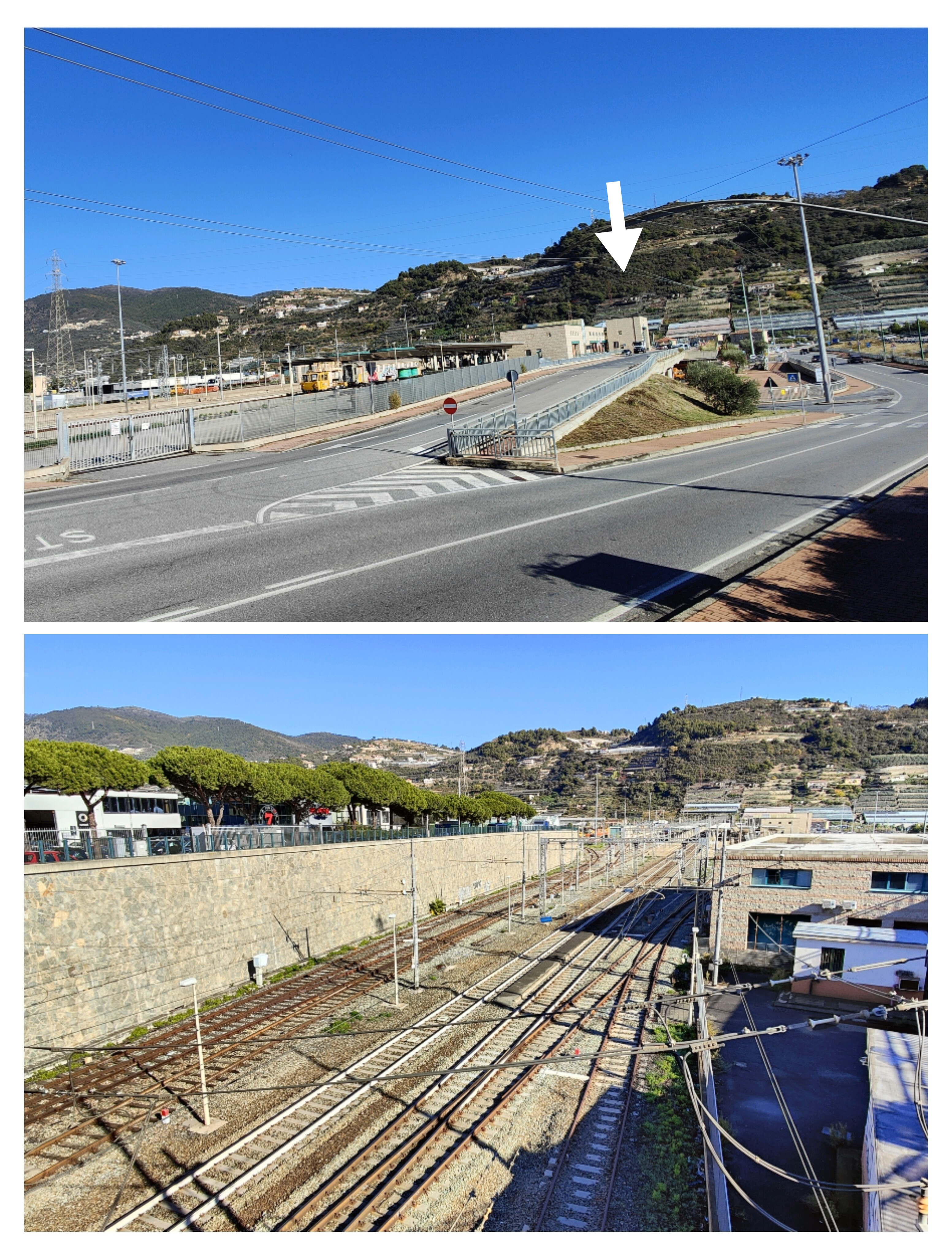
In alto (freccia): complesso anteriore edificio stazione, sotto: disposizione del tracciato fra le due gallerie, rispettivamente da Imperia (in fondo) e per Sanremo (binari qui sotto)

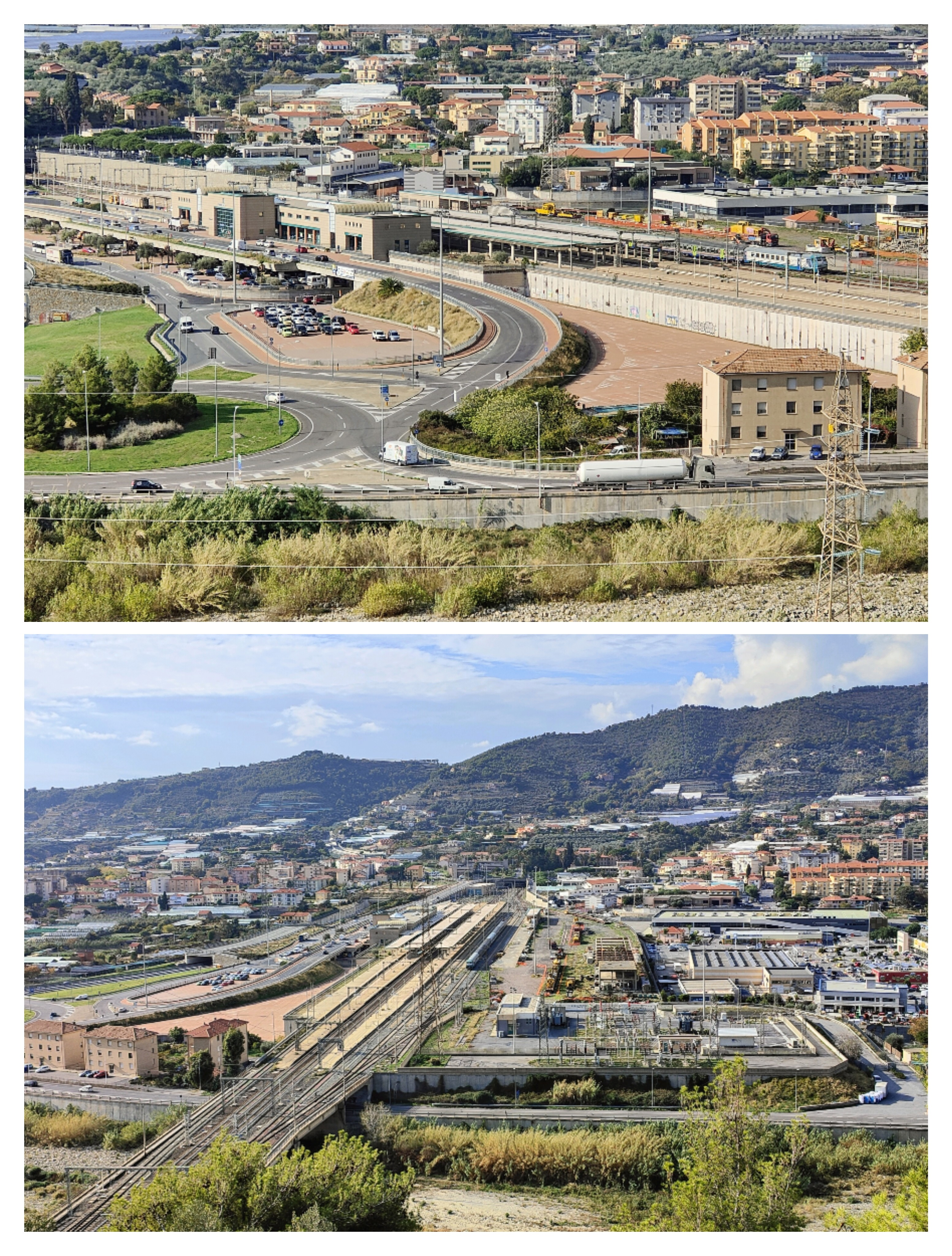
La nuova stazione vista dalla strada per Castellaro, sotto: la sottostaz. elettrica a destra (Nov. 2022)

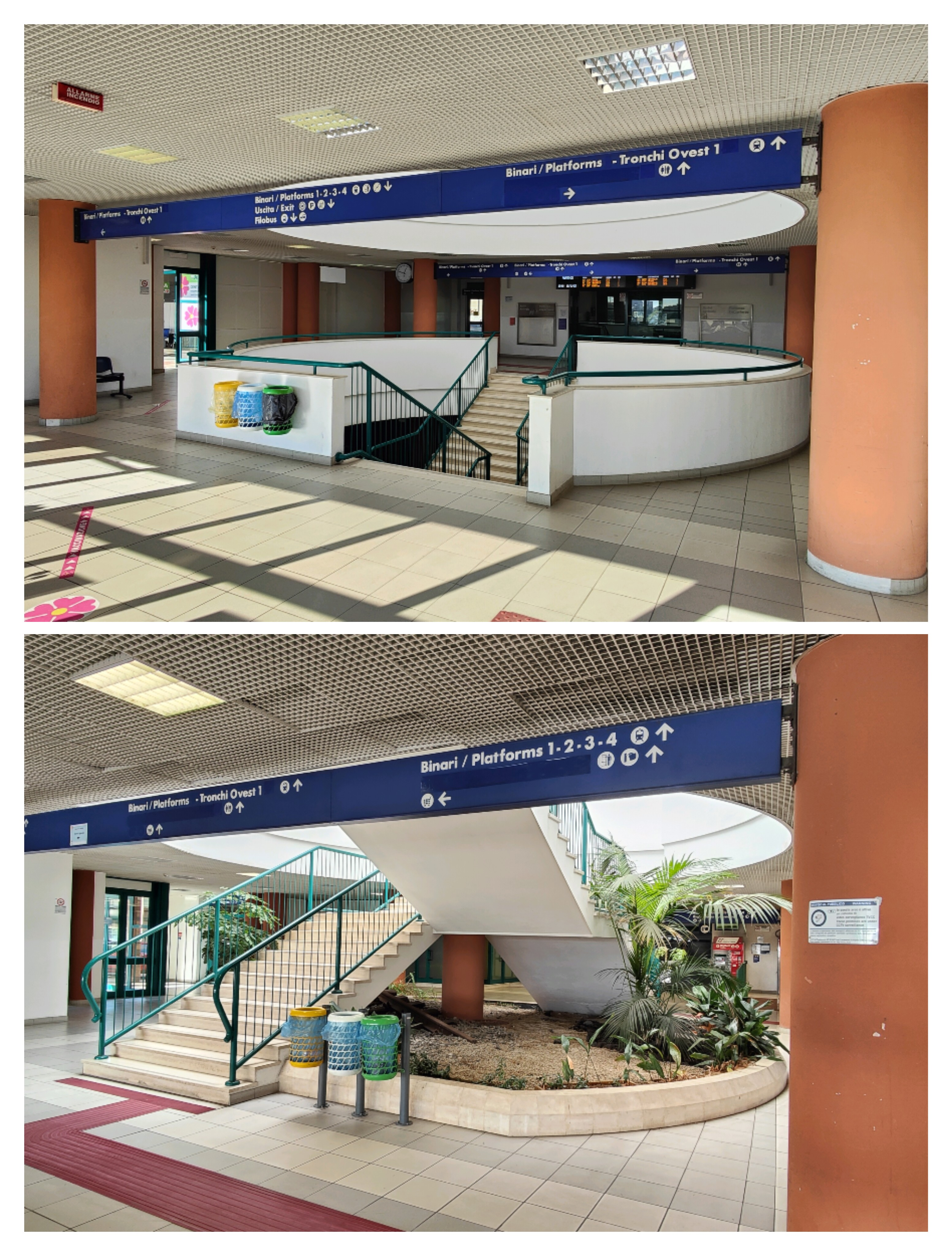
Ingresso piano superiore e foto sotto: piano inferiore che porta ai parcheggi. (Foto nov. 2022)

## Interscambi
- Fermata autobus